# Château de Roquenaud
Le château de Roquenaud est un château situé à Lavaur, dans le Tarn (France).

## Historique
Le château de Roquenaud est construit au cours du XVIIIe siècle, et mentionné sur la carte de Cassini comme se trouvant au lieu-dit Saint-Eugène.
Sur le cadastre de 1826, il apparaît comme un grand édifice en forme de U, et appartient alors à un habitant de Gaillac, Louis de Bermond. Sûrement vers la fin du XIXe siècle, l'aile nord-ouest est détruite, tandis que de grands communs et un jardin à l'anglaise sont édifiés dans le même temps[réf. souhaitée]. Son fils, le député Alexandre de Bermond habitera au château.

## Architecture

### Le château
Le château de Roquenaud est un corps de logis rectangulaire s'élevant sur deux étages, flanqué de deux pavillons moins haut. Il est orienté est-ouest. L'enduit blanc recouvrant ses façades, ainsi que la galerie à l'italienne masquant le toit lui confère un style néo-classique.

### Le domaine
Les immenses communs, orientés nord-sud et placés à l'ouest du château, sont composés de trois pavillons reliés par des ailes. Ils présentent un joli jeux de toitures, avec des lucarnes en chien-assis.
Le parc à l'anglaise actuel du château date du XIXe siècle et remplace un ancien jardin à la française. Il a été conçu entre 1890 et 1895, d'abord sur les plans de Bonamy et frères puis sur ceux de J-A Escarpet. 